# Pająk (film)
Pająk (ang. Spider) – film z 2002 roku wyreżyserowany przez Davida Cronenberga i oparty na książce pod tym samym tytułem, napisanej przez Patricka McGrath, który jest również autorem scenariusza. Zdjęcia kręcono w Londynie i w Toronto.

## Opis fabuły
Pająk to podróż do świata wykreowanego przez mężczyznę, który trafia do domu dla chorych umysłowo. W tym świecie jest on świadkiem morderstwa dokonanego przez ojca na matce, która zostaje zastąpiona przez wulgarną i wyrachowaną kochankę.
Fabuła przedstawiona jest w retrospekcjach, które są wizualizacją prób rekonstrukcji wydarzeń sprzed lat przez głównego bohatera – odwiedza on w tym celu miejsca związane z własnym dzieciństwem i skrzętnie notuje wszelkie uwagi w zeszycie, który skrywa przed światem.

## Obsada
- Ralph Fiennes jako Dennis „Pająk” Cleg
  - Bradley Hall jako Dennis „Pająk” Cleg w dzieciństwie
- Miranda Richardson jako Yvonne/pani Cleg (matka Dennisa)
- Gabriel Byrne jako Bill Cleg (ojciec Dennisa)
- Lynn Redgrave jako pani Wilkinson
- John Neville jako Terrence
- Donald Ewer jako bezzębny Jack